# 早D知早D醫
《早D知早D醫》（英語：The Sooner The Better）是香港電視廣播有限公司拍攝製作的健康資訊節目，共12集，由洪永城、宋宛穎、何沛珈、魏韵芝主持，本節目由香港時間2024年4月22日起，逢星期一至三22:30－23:05在翡翠台播放。

## 外部連結
- TVB網站 （页面存档备份，存于）